# 賭城風雲 (2014年電影)
《賭城風雲》（英語：From Vegas to Macau；中國大陸片名《澳門風雲》）是一部於2014年上映的合拍香港電影，由王晶、鍾少雄擔任導演，劉偉強、王雅琳監製，以及由周潤發、謝霆鋒、景甜領銜主演。
由於商業上獲得了成功，電影發展成為賭城風雲系列電影三部曲的開山之作，首部續集《賭城風雲II》於2015年初春节上映。第二部續集《賭城風雲III》則於2016年年初上映。

## 劇情內容
外號「贏盡天下無敵手」的石一堅（周潤發飾），為賭神高進師弟，不但能摸出麻雀點數，連撲克牌點數也能摸出來，他從美國賭城擔任保安總顧問退休回澳門老家，遇上當年好友Benz(奔馳)（許紹雄飾）、其兒子晒冷（謝霆鋒飾）及外甥牛必勝（杜汶澤飾），晒冷及牛必勝希望能跟這位傳奇人物拜師學藝，堅要晒冷騙倒他一次或贏他一次，才答應收為徒。晒冷之同母異父兄長陳龍（伍允龍飾）是卧底探員，一直潛伏於國際賭業犯罪組織，組織將全球外圍球賽博彩的黑幫聯合起來，操縱賽果，其開會過程被龍拍下，並將罪証內容藏於一隻假眼中，而這隻假眼輾轉落入堅的獨女彩虹（童菲飾）手中，令原本退休的堅不得不再以「魔術手」佈下騙局解救危機......

## 演員表
| 演員                  | 角色         | 暱稱／關係                                                                   |
| 周潤發                | 石一堅       | 奔馳的結拜兄弟，石彩虹养父                                                   |
| 周潤發                | 高進         | 賭神                                                                         |
| 謝霆鋒                | 曬冷         | 奔馳的兒子 成为石一堅的徒弟，後成为賭神高進徒弟                              |
| 景甜 (粤配：王慧珠)   | 洛欣／洛子雯 | 中國警方，為追捕高先生，在D.O.A.集團做臥底。                                 |
| 杜汶澤                | 牛必勝       | 喜歡石彩虹，晒冷的表哥                                                       |
| 童菲 (粤配：李玉芷)   | 石彩虹       | Rainbow，石一堅养女，喜歡曬冷                                                |
| 高虎                  | 高先生       | 本片終極大反派 D.O.A.洗錢集團老闆，最後敗於石一堅並被捕 於續作交代被暗殺     |
| 許紹雄                | 奔馳         | 曬冷父親，牛必勝舅舅，石一堅的結拜兄弟                                       |
| 張晉                  | 鬼 眼        | 本片反派 高先生手下，殘酷殺手，最後敗於曬冷                                  |
| 伍允龍                | 陳龍         | 晒冷同母異父的哥哥，是個警察，在高先生手下當臥底，被鬼眼識破殺死             |
| 黃文慧                |              | 陳龍、晒冷之母 奔馳之妻                                                      |
| 沈震軒                | 阿杰         | 原為石一堅之徒弟，後被高先生用錢收買，進而背叛，最後被石一堅殺死             |
| 吳辰君 (粤配：姜嘉蕾) | 蘇珊(Susan)  | 石一堅之秘書                                                                 |
| 王敏德                | 李sir        | 香港警方                                                                     |
| 古天祥                | 蝦哥         | 澳門司警                                                                     |
| 何華超                |              | 高先生手下                                                                   |
| 袁嘉敏                |              | 高先生手下                                                                   |
| 梁敏儀                |              | 高先生手下                                                                   |
| 胡然                  |              | 高先生手下                                                                   |
| 孟瑤                  |              | 假扮牛必胜的老婆                                                             |
| 瑪俐亞                | 蕭雲         |                                                                              |
| 余子明                | 華叔         |                                                                              |
| 王俊棠                | 文迪哥       |                                                                              |
| 姜皓文                | 马尚发       | 石一堅之表妹男友，為了打敗石一堅假裝接近石一堅表妹，後來玩鬥地主被石一堅打敗 |
| 陳嘉佳                |              | 石一堅之表妹                                                                 |
| 盧比度·羅沙達         | 巴西黑幫老大 |                                                                              |

## 外部連結
- 香港影庫上《賭城風雲》的資料（繁體中文）
- 《賭城風雲 （页面存档备份，存于）》在香港雅虎的電影頁面（繁體中文）
- 開眼電影網上《賭城風雲》的資料（繁體中文）
- 豆瓣电影上《澳門風雲》的資料 （简体中文）
- 时光网上《澳門風雲》的資料（简体中文）
- AllMovie上《賭城風雲》的资料（英文）
- 爛番茄上《賭城風雲》的資料（英文）
- 互联网电影数据库（IMDb）上《賭城風雲》的资料（英文）